# Lee Sweatt
Walter Lee Sweatt (* 13. Mai 1985 in Elburn, Illinois) ist ein ehemaliger US-amerikanischer Eishockeyspieler, der während seiner aktiven Karriere unter anderem für die Vancouver Canucks in der National Hockey League, den EC Red Bull Salzburg in der Österreichischen Eishockey-Liga, TPS Turku in der finnischen SM-liiga und Dinamo Riga in der Kontinentalen Hockey-Liga gespielt hat.

## Karriere

### National
Lee Sweatt begann seine Karriere als Eishockeyspieler bei den Chicago Steel, für die er in der Saison 2002/03 in der United States Hockey League aktiv war. Anschließend spielte der Verteidiger vier Jahre lang für die Mannschaft des Colorado College, ehe er gegen Ende der Saison 2006/07 sein Debüt im professionellen Eishockey für die San Antonio Rampage aus der American Hockey League gab.
Daraufhin wechselte der Rechtsschütze in die finnische SM-liiga zu TPS Turku, ehe er zur Saison 2008/09 einen Vertrag beim EC Red Bull Salzburg in der Österreichischen Eishockey-Liga erhielt. Mit den Österreichern scheiterte der US-Amerikaner im Meisterschaftsfinale am EC KAC. Im Anschluss an diese Spielzeit unterschrieb er einen Vertrag bei Dinamo Riga aus der Kontinentalen Hockey-Liga, der im Januar 2010 in beiderseitigem Einvernehmen aufgelöst wurde. Zwei Tage später kehrte er zu seinem Ex-Club TPS Turku zurück, mit dem er am Saisonende finnischer Meister wurde. Im Mai 2010 unterschrieb er einen Kontrakt bei den Vancouver Canucks, die ihn vorwiegend im Farmteam bei den Manitoba Moose einsetzten.
Am 11. Juli 2011 unterzeichnete Sweatt einen Zweiwegevertrag für zwei Jahre bei den Ottawa Senators, ehe er einen Monat später sein Karriereende verkündete.

### International
Für die USA nahm Sweatt an der IIHF Inlinehockey-Weltmeisterschaft 2008 teil, bei der er mit seiner Mannschaft den vierten Platz belegte.

## Erfolge und Auszeichnungen
- 2007 WCHA Outstanding Student-Athlete of the Year
- 2009 Österreichischer Vizemeister mit dem EC Red Bull Salzburg
- 2010 Finnischer Meister mit TPS Turku
- 2010 Pekka-Rautakallio-Trophäe
- 2010 SM-liiga All-Star-Team

## Karrierestatistik
(Legende zur Spielerstatistik: Sp oder GP = absolvierte Spiele; T oder G = erzielte Tore; V oder A = erzielte Assists; Pkt oder Pts = erzielte Scorerpunkte; SM oder PIM = erhaltene Strafminuten; +/− = Plus/Minus-Bilanz; PP = erzielte Überzahltore; SH = erzielte Unterzahltore; GW = erzielte Siegtore; 1 Play-downs/Relegation; Kursiv: Statistik nicht vollständig)